# Fédération allemande de ski
Pour les articles homonymes, voir DSV.
La Fédération allemande de ski (allemand : Deutscher Skiverband ou DSV) est une institution sportive allemande créée le 4 novembre 1905. Membre affiliée de la Fédération internationale de ski, elle est édifiée comme l'organe suprême du ski en Allemagne, ayant autorité sur les disciplines et pratiques liées à ce sport.

## Histoire
La création d'une fédération nationale de ski en Allemagne est précédée par la formation d'associations locales. Ainsi, en 1890 est créé le SC München, suivi deux ans plus tard par le SC Todtnau et le WSV Braunlage, le Ski-Club Sankt Andreasberg en 1896 et le SC Schwarzwald en 1903. Le 12 septembre 1905, onze clubs sont invités et 2 500 personnes se réunissent à Munich afin de discuter de la constitution d'un organisme national. Un vote de délégués aboutit sur la création de la Fédération allemande de ski alors que naît en même temps et dans le même restaurant où se tient la réunion, la Fédération autrichienne de ski ou Österreichischer Skiverband. Le premier président est Wilhelm Offermann.

## Disciplines
La DSV a autorité sur plusieurs disciplines du ski :
- Ski alpin
- Biathlon
- Combiné nordique
- Saut à ski
- Ski de fond
- Ski acrobatique
- Télémark

Elle régule également plusieurs activités sportives :
- Marche nordique
- Rollerski